# Onthophagus pusio
Onthophagus pusio är en skalbaggsart som beskrevs av Fahraeus 1857. Onthophagus pusio ingår i släktet Onthophagus och familjen bladhorningar. Inga underarter finns listade i Catalogue of Life.